# Cola lorougnonis
Cola lorougnonis là một loài thực vật có hoa trong họ Cẩm quỳ. Loài này được Aké Assi mô tả khoa học đầu tiên năm 1979.